# Marc O’Polo
Marc O’Polo — німецька компанія, що займається виробництвом і продажем одягу та взуття. Штаб-квартира знаходиться у Штефанскірхені, Німеччина. Спеціалізується на одязі у стилі casual. Заснована у 1967 році у Стокгольмі.
Налічує 2 609 фірмових магазинів (на 2014 рік), а продукція представлена у понад 30 країнах світу. Фабрики компанії знаходяться у понад 20 країнах. У виробництві продукції застосовуються екологічно зберігаючі технології.

## Історія
Бренд був заснований 1967 року в Стокгольмі шведами Рольфом Ліндом, Гете Гуссом та американцем Джеррі О'Шитсом. На ідею створення надихнув індус, який продавав на вулиці прості бавовняні сорочки ручної роботи. Засновникам сподобалась легка і приємна натуральна тканина, і вони поставили собі на меті створити зручний, простий та стильний бренд одягу, який підкреслював би індивідуальність його власника. Перший асортимент компанії складався лише із сорочок, які почали продаватися у магазинах Стокгольма.
У 1968 році було випущено першу колекцію одягу із лейблом Marc O’Polo. Колекція складалася із 3-х моделей. Від самого початку вироби Marc O’Polo мали попит. У тому ж році компанія вийшла на німецький ринок; Вернер Бек заснував Marc O’Polo Germany під назвою «Marc O’Polo Textilvertrieb Werner Böck GmbH» зі штаб-квартирою у Штефанскірхені, Німеччина.
У 1972 році компанія почала прикрашати свої вироби фірмовим логотипом марки (спершу це були футболки, на яких логотип розміщувася на лівому рукаві; потім почав з'являтися на светрах). Того ж року була випущена нова молодіжна лінія під назвою CAMPUS, яка орієнтувалася на юнаків та дівчат у віці від 16 до 25 років. У 1979 році мережа магазинів Marc O’Polo почала розширятися у світі і було відкрито найперший фірмовий магазин Marc O'Polo Store у Дюссельдорфі як франшиза. У 1981 році була проведена перша рекламна компанія в історії Marc O’Polo.

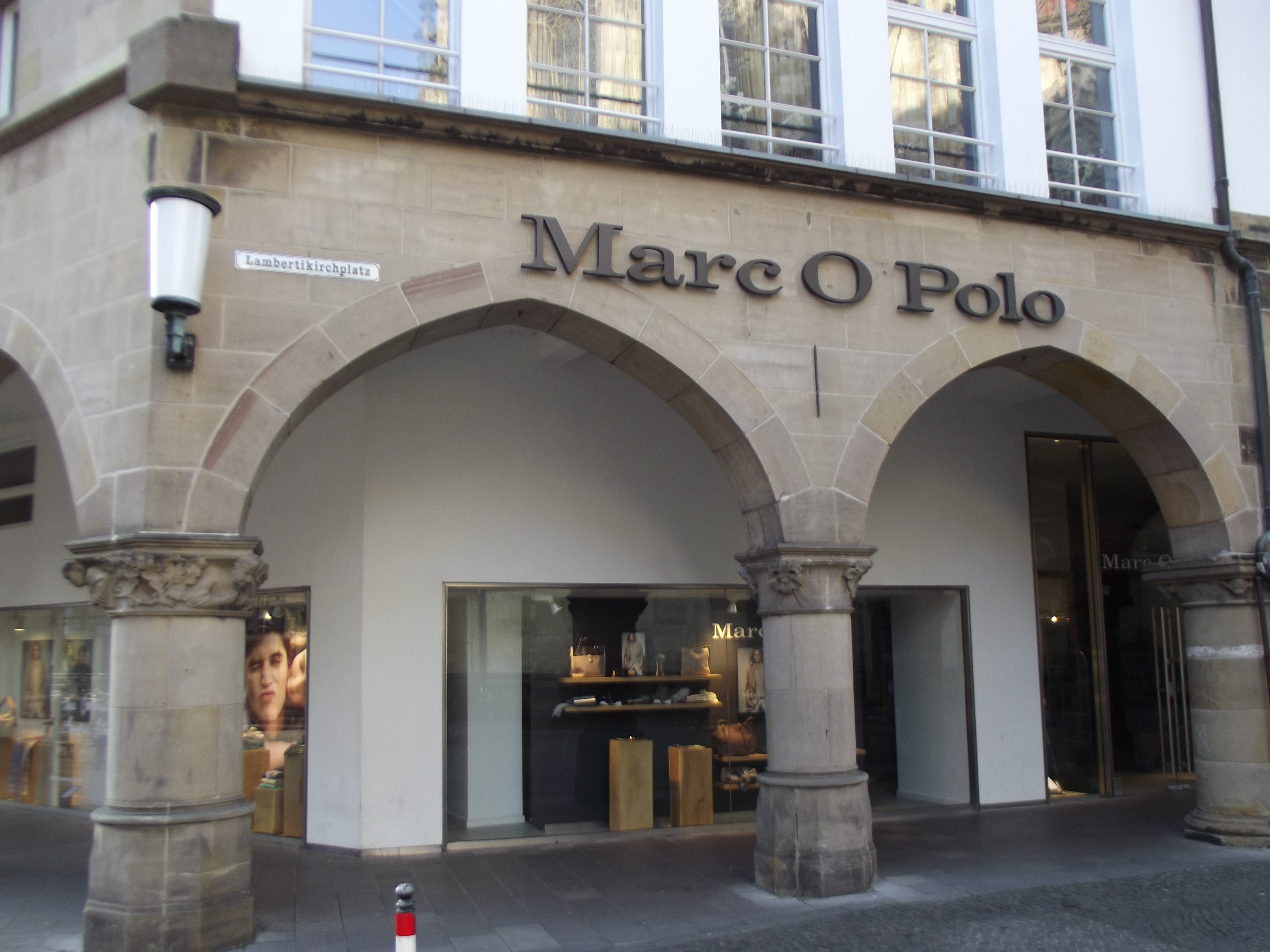
Фірмовий магазин Marc O’Polo у Мюнстері, Німеччина

У 2001 році компанія переїхала до новозбудованої штаб-квартири у Штефанскірхені, Німеччина. Причиною стала поява нового співвласника компанії — Вернера Бека. За 10 років до переїзду Бек придбав 40% акцій компанії, а у 1995 році збільшив свою долю до 80%. Унаслідок цього компанія значно зросла і розширила асортимент. Тоді компанія почала випускати взуття, аксесуари, парфумерію, годинники, окуляри, спідню білизну, купальники, ремені, панчішно-шкарпеткові вироби. Лінія парфумів Marc O’Polo із складних, але приємних ароматів, була створена як додаток до ділового повсякденного стилю. Лінія жіночих парфумів представлена такими назвами, як Marc O’Polo Woman, Marc O’Polo Signature for woman та інші; чоловічий аромат називається Midsummer man від Marc O’Polo.
Для виготовлення взуття Marc O’Polo використали такі матеріали: натуральні замша і хутро, повсть, парусина, вощена і дублена шкіра. Модельний ряд взуття складають офісні туфлі, спортивне і домашнє взуття, прогулянкові мокасини.
У 2003 році був запущений онлайн-магазин. У 2006 році випущено нову лінію чоловічого одягу під назвою Grey, яка була представлена діловими костюмами. У 2007 році компанія відзначила свою 40-річницю із 67 колекціями як допомогою для проєкту ЮНІСЕФ «Schools for Africa». У 2010 році представлено лінію ювелірних виробів Marc O’Polo Jewels. У 2012 році запущено лінію товарів для дому Marc O’Polo Home.

## Продукція
Продукція орієнтована на чоловіків та жінок у віці від 20 до 45 років. Щороку компанія випускає 4 колекції: «весна-літо», «літо», «осінь-зима» та «зима». Усі моделі підходять одна до одної та комбінуються. Компанія робить кольоровий акцент на коричневий, синій і білий кольори, а вироби оригінально декоровані вишивкою та аплікаціями.
Компанія Marc O’Polo налічує 2 609 фірмових магазинів (станом на травень 2013 року), а продукція представлена у понад 30 країнах світу. Фабрики компанії знаходяться у понад 20 країнах. У виробництві продукції застосовуються екологічно зберігаючі технології. Експорт продукції сягає 33%.
Мережа магазинів у Європі представлена у таких країнах (на 2013 рік):
| - Австрія - Бельгія - Білорусь - Болгарія - Хорватія - Чехія - Данія - Естонія | - Фінляндія - Франція - Німеччина - Велика Британія - Угорщина - Ісландія - Ірландія - Італія | - Латвія - Ліхтенштейн - Литва - Люксембург - Нідерланди - Норвегія - Польща - Румунія | - Росія - Словаччина - Словенія - Іспанія - Швеція - Швейцарія - Україна |

В Україні налічується 3 фірмові магазини (на 2014 рік). Також продукція продається в мережі магазинів «Intertop».